# Château de Montramé
 (avril 2019).
Si vous disposez d'ouvrages ou d'articles de référence ou si vous connaissez des sites web de qualité traitant du thème abordé ici, merci de compléter l'article en donnant les références utiles à sa vérifiabilité et en les liant à la section « Notes et références ».
 (avril 2019).
Le château de Montramé est un château situé sur la commune de Soisy-Bouy, dans le département de Seine-et-Marne.

## Historique
Le château de Montramé construit au XIIe siècle, fut détruit en partie pendant la révolution. Les bâtiments encore debout correspondent aux dépendances du château, il reste notamment une charmante petite chapelle romane, un escalier en pierre et de belles salles voûtées restaurés en 1927, ainsi que des jardins à la française et les mûrs d'enceinte.
Entre 1463 et 1494, le château de Montramé fut géré par le seigneur Nicolas La Ballue, entre autres, conseiller du roi.
Le château de Montramé fut habité par la famille du Tillet au milieu du XVe siècle.
Elie II du Tillet, fils de Jean 1er du Tillet et Jeanne Brinon fut seigneur de Gouaix-en-Brie et Servolles, excellemment placé à la cour notamment en tant que secrétaire ordinaire du Dauphin (futur François II en 1557), puis conseiller du roi Charles IX, puis grand réformateur des eaux et forêts de France sous Henri III.
Entre 1484 et 1520, son second fils Jacques 1er du Tillet, écuyer puis chevalier, se forgea un large domaine en tant que seigneur de Montramé et Bouy, Chalautre-la-Petite, Servolles, etc.
Sa descendance, Jacques II du Tillet devint en décembre 1643, à la mort de son père, lui succéda en tant que seigneur de Montramé, Bouy…
Puis l'aîné de Jacques II, Louis du Tillet en 1662 devient seigneur, il céda ensuite la demeure à son fils Charles-Claude, marquis du Tillet, il était en plus de son titre seigneurial, brigadier des armées du roi.
On peut facilement s'imaginer que[style à revoir] Charles-Claude François du Tillet de Montramé y résida aussi jusqu'à sa mort en 1783 avec son épouse Charlotte-Geneviève Pellard de Sebbeval de Beaulieu. Ils eurent 5 enfants qui portèrent eux aussi le titre « de Montramé », cependant il n'en survécu qu'un, Charles-Louis-Alphonse du Tillet, qui émigra en Allemagne en 1792.
Il héberge à partir de 1984 le Centre d'instinctothérapie, fondé par Guy-Claude Burger, gourou crudivore condamné à plusieurs reprises pour exercice illégal de la médecine et pédophilie.
Depuis 2007 à aujourd'hui, le cadre rustique du château et ses salles voûtées sont louées, afin de recevoir des événements du type mariages, anniversaires, etc.

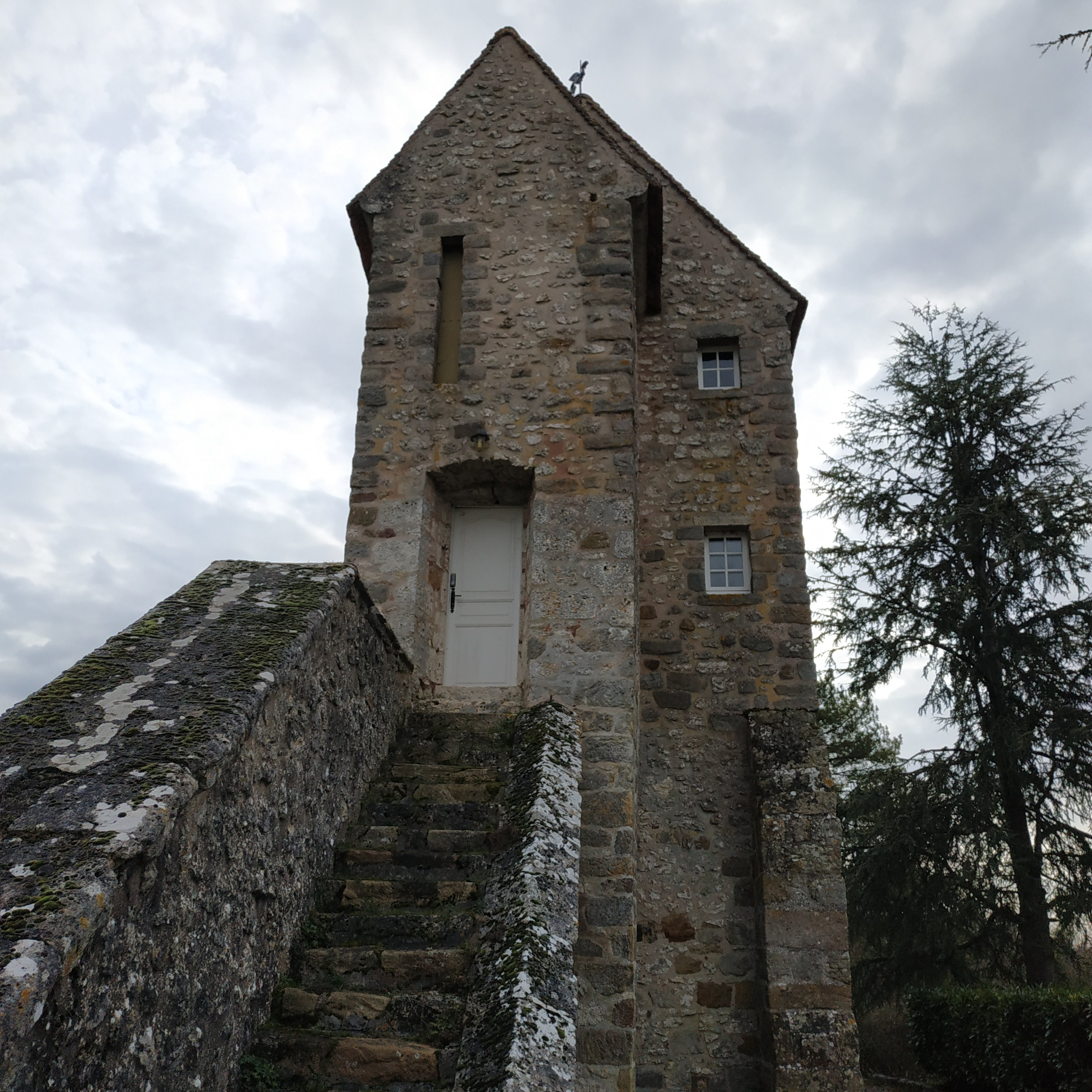
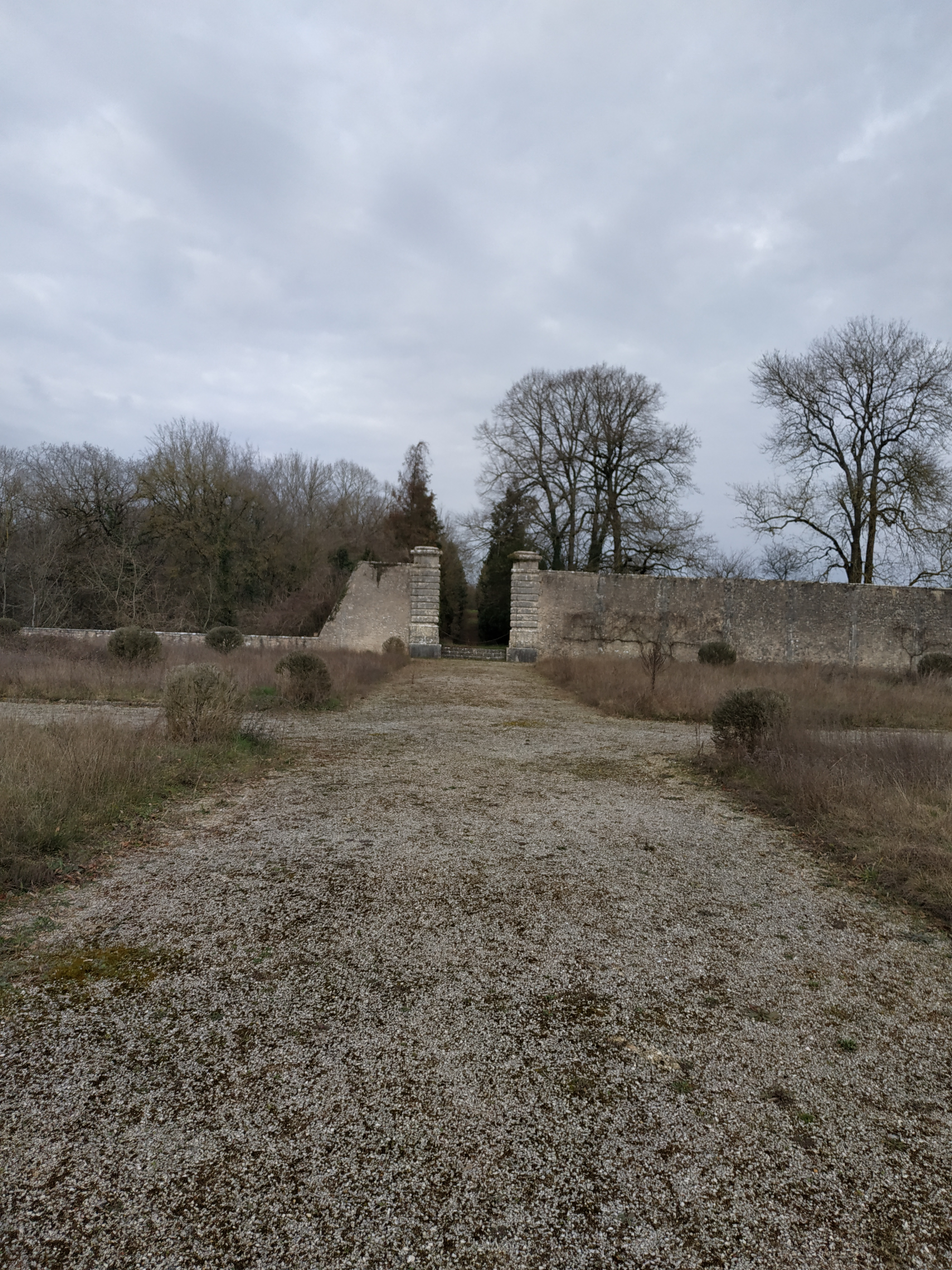
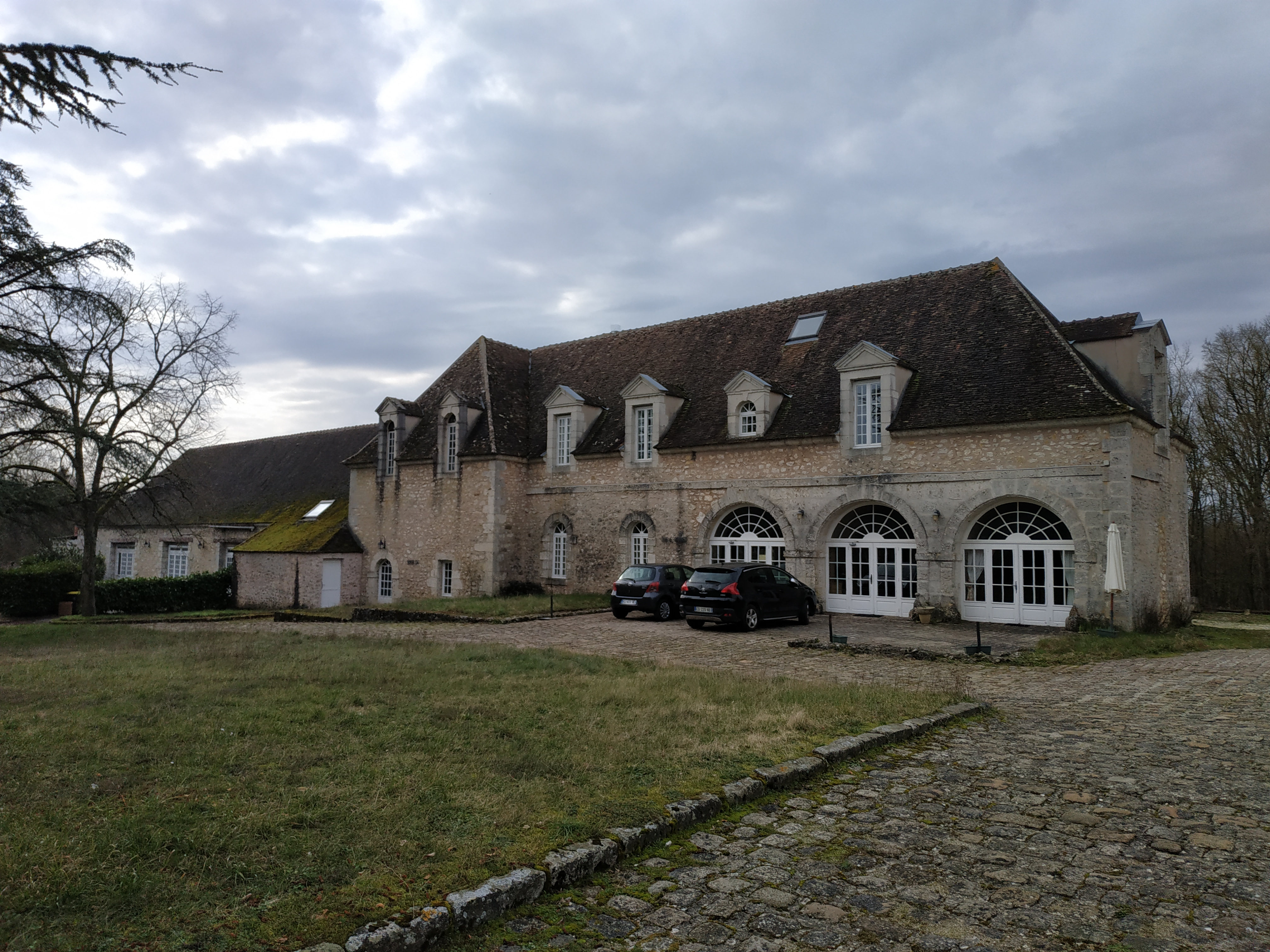
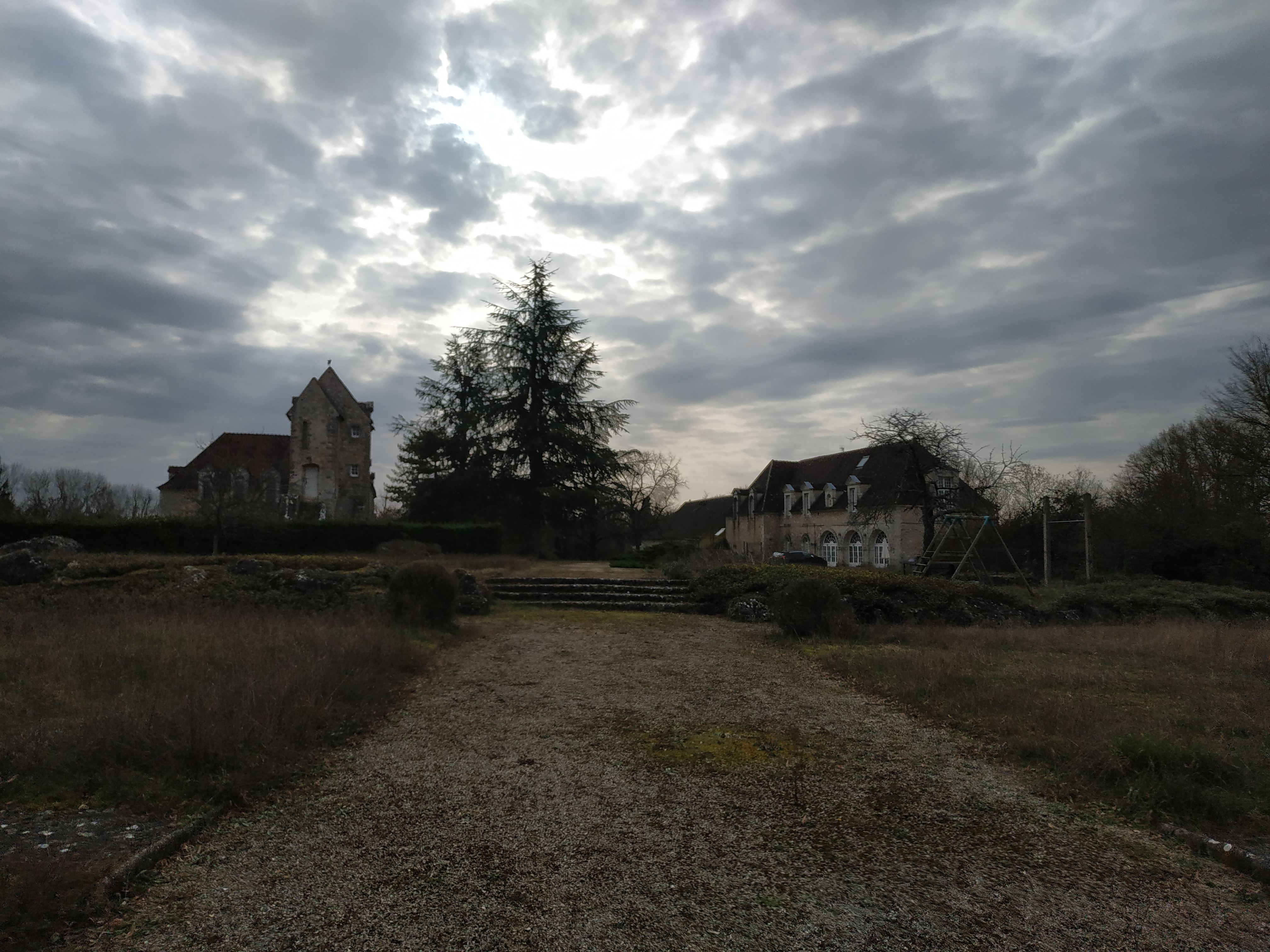